# Brad Schiff
Brad Schiff é um supervisor de efeitos visuais estadunidense. Foi indicado ao Oscar de melhores efeitos visuais na edição de 2017 pelo filme Kubo and the Two Strings. Destacou-se também por Fantastic Mr. Fox e Coraline.